# سیسیلیا روس
سیسیلیا النا روس (‎/ˈraʊs/‎ ROWSS؛ متولد دسامبر ۱۸، ۱۹۶۳)، یک اقتصاددان آمریکایی است که از مارس ۲۰۲۱ تا مارس ۲۰۲۳ به عنوان سی امین رئیس شورای مشاوران اقتصادی خدمت می‌کرد. او اولین آمریکایی-آفریقایی‌تبار است که به این سمت رسیده‌است. پیش از این، او به عنوان رئیس مدرسه امور عمومی و بین‌المللی پرینستون در دانشگاه پرینستون خدمت می‌کرد. جو بایدن، راس را به عنوان رئیس شورای مشاوران اقتصادی در نوامبر ۲۰۲۰ معرفی کرد و راس در ۲ مارس ۲۰۲۱ با اکثریت قاطع توسط سنا با رای ۹۵–۴ تأیید شد.

## سنین جوانی و تحصیل
روس در دل مار، کالیفرنیا بزرگ شد و در سال ۱۹۸۱ از دبیرستان توری پاینز فارغ‌التحصیل شد.او دو خواهر و برادر دارد به نام‌های فارست روس، یک فیزیکدان و کارولین روس، یک انسان‌شناس و استاد دانشگاه پرینستون. پدرش کارل ای. روس، یک فیزیکدان محقق بود که دکترای خود را در سال ۱۹۵۶ از موسسه فناوری کالیفرنیادریافت کرد. مادرش لورین به عنوان روانشناس یک مدرسه کار می‌کرد.

## حرفه
پس از اخذ مدرک دکترا، روس در سال ۱۹۹۲ به هیئت علمی دانشگاه پرینستون پیوست.
روس در شورای اقتصاد ملی در دوران ریاست‌جمهوری بیل کلینتون از سال ۱۹۹۸ تا ۱۹۹۹ خدمت کرده‌است.
روس از سال ۲۰۰۹ تا ۲۰۱۱ به عنوان یکی از اعضای شورای مشاوران اقتصادی در دوران ریاست‌جمهوری باراک اوباما خدمت کرد.
روس رئیس مدرسه امور عمومی و بین‌المللی پرینستون و پروفسور لارنس، شرلی کاتزمن، لوئیس و آنا ارنست در اقتصاد آموزش و پرورش است. او مدیر مؤسس بخش تحقیقات آموزش دانشگاه پرینستون و عضو آکادمی ملی آموزش و پژوهشی دفتر ملی تحقیقات اقتصادی است. علایق اولیه تحقیقاتی او در اقتصاد کار با تمرکز بر اقتصاد آموزش و پرورش است. روس به عنوان سردبیر مجله اقتصاد کار و به عنوان سردبیر ارشد آینده کودکان خدمت کرده‌است. او یکی از اعضای هیئت مدیره ام‌دی‌آر‌سی و مدیریت صندوق‌های سرمایه‌گذاری مشترک تی. رو پرایس و یکی از اعضای هیئت مشاوره صندوق‌های سرمایه‌گذاری متقابل با درآمد ثابت تی. رو پرایس را دارا می‌باشد.

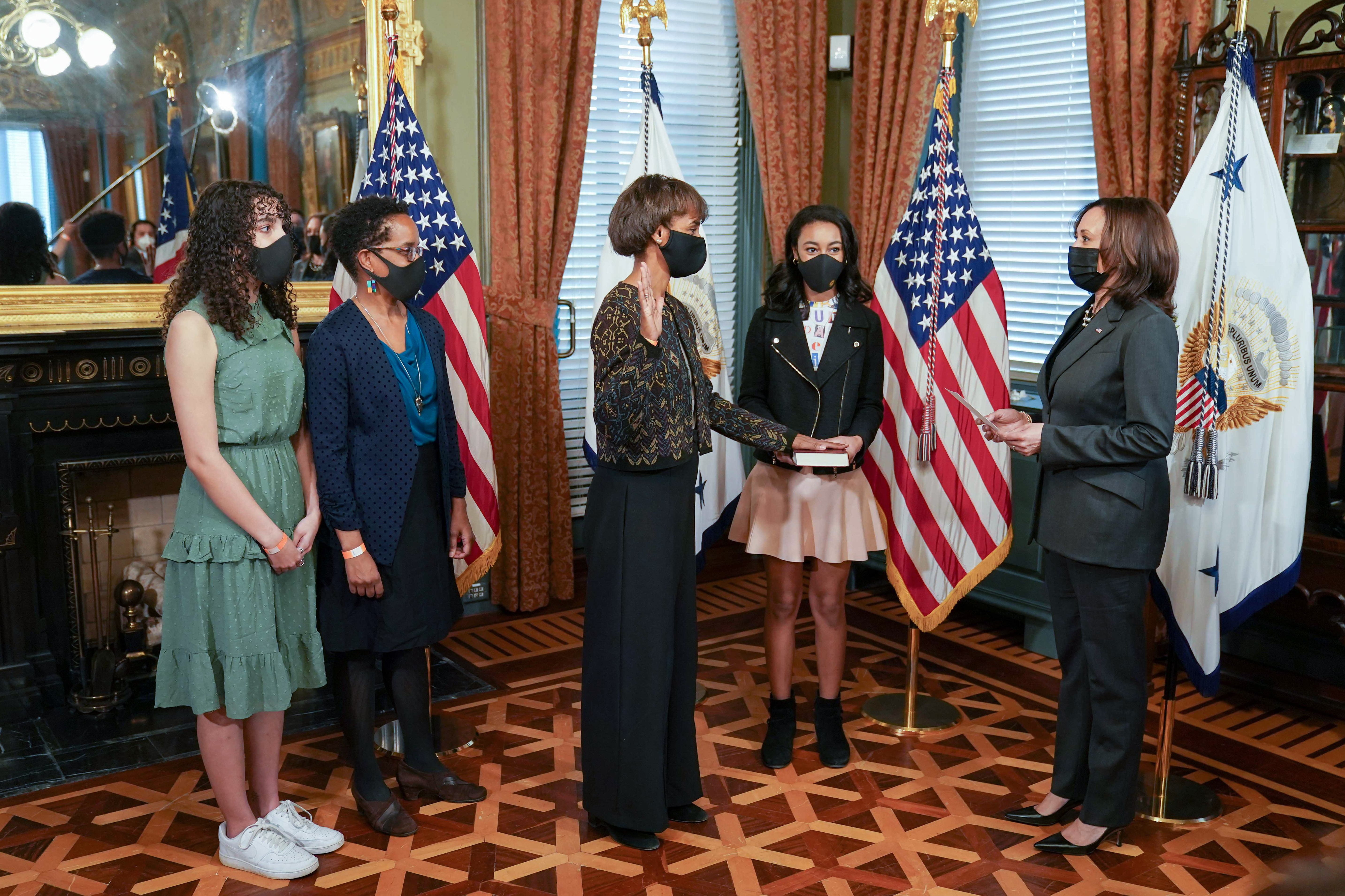
روس به عنوان رئیس شورای مشاوران اقتصادی کاخ سفید توسط کامالا هریس، معاون رئیس‌جمهور سوگند یاد کرد

### دولت بایدن
جو بایدن رئیس‌جمهور ایالات متحده آمریکا، روس را به عنوان رئیس شورای مشاوران اقتصادی معرفی کرد. کمیته بانکی مجلس سنا در ۲۸ ژانویه ۲۰۲۱ جلسات استماع خود را در مورد نامزدی او برگزار کرد. در ۴ فوریه ۲۰۲۲، کمیته به‌طور مطلوب نامزدی روس را به صحن سنا گزارش داد. مجلس سنا در روز ۲ مارس ۲۰۲۱، وی را با ۹۵ رای – ۴ رای تأیید کرد.

## انتشارات برگزیده
- Goldin, Claudia; Rouse, Cecilia (2000). "Orchestrating Impartiality: The Impact of "Blind" Auditions on Female Musicians". American Economic Review. 90 (4): 715–741. doi:10.1257/aer.90.4.715.
- Kane, Thomas J.; Rouse, Cecilia Elena (1995). "Labor-market returns to two-and four-year college". The American Economic Review. 85 (3): 600–614. Abstract.
- Rouse, Cecilia Elena (1998). "Private school vouchers and student achievement: An evaluation of the Milwaukee Parental Choice Program". The Quarterly Journal of Economics. 113 (2): 553–602. doi:10.1162/003355398555685.
- Ashenfelter, Orley; Rouse, Cecilia (1998). "Income, schooling, and ability: Evidence from a new sample of identical twins" (PDF). The Quarterly Journal of Economics. 113 (1): 253–284. doi:10.1162/003355398555577.
- Kane, Thomas J.; Rouse, Cecilia Elena (1999). "The community college: Educating students at the margin between college and work". The Journal of Economic Perspectives. 13 (1): 63–84. doi:10.1257/jep.13.1.63.
- Rouse, Cecilia Elena (1995). "Democratization or diversion? The effect of community colleges on educational attainment". Journal of Business & Economic Statistics. 13 (2): 217–224. doi:10.1080/07350015.1995.10524596.
- Figlio, David N.; Rouse, Cecilia Elena (2006). "Do accountability and voucher threats improve low-performing schools?" (PDF). Journal of Public Economics. 90 (1): 239–255. doi:10.1016/j.jpubeco.2005.08.005.